# Lepidocephalichthys arunachalensis
Lepidocephalichthys arunachalensis är en fiskart som först beskrevs av T.K. Datta och Barman, 1984.  Lepidocephalichthys arunachalensis ingår i släktet Lepidocephalichthys och familjen nissögefiskar. IUCN kategoriserar arten globalt som starkt hotad. Inga underarter finns listade i Catalogue of Life.